# NGC 1935
NGC 1935 = IC 2126 ist die Bezeichnung eines Emissionsnebels im Sternbild Dorado am Südsternhimmel. 
Das Objekt wurde am 23. November 1834 von dem britischen Astronomen John Herschel entdeckt.